# Bunești (Suceava)
Pour les articles homonymes, voir Bunești.
Bunești est une commune roumaine située dans le județ de Suceava.